# Gustavo Kuerten
Gustavo Kuerten, brazilski tenisač, * 10. september 1976, Florianópolis, Brazilija.
Kuerten je nekdanja številka ena moške teniške lestvice ATP in zmagovalec treh turnirjev za Grand Slam. Vse tri zmage je dosegel na turnirju za Odprto prvenstvo Francije, leta 1997 je v finalu v treh nizih premagal Serga Bruguero, leta 2000 v štirih nizih Magnusa Normana in leta 2001 v štirih nizih Àlexa Corretjo. Na turnirjih za Odprto prvenstvo Anglije in Odprto prvenstvo ZDA se mu je uspelo uvrstiti v četrtfinale, za Odprto prvenstvo Avstralije pa v tretji krog. Skupno je v karieri zabeležil 358 zmag in 195 porazov. Nastopil je na olimpijskih turnirjih v letih 2000 in 2004, boljši rezultat je dosegel na svoji prvi olimpijadi z uvrstitvijo v četrtfinale. Leta 2012 je bil sprejet v Mednarodni teniški hram slavnih.

## Finali Grand Slamov posamično (3)

### Zmage (3)
| Leto | Turnir                        | Nasprotnik v finalu | Rezultat finala         |
| 1997 | Odprto prvenstvo Francije     | Sergi Bruguera      | 6–3, 6–4, 6–2           |
| 2000 | Odprto prvenstvo Francije (2) | Magnus Norman       | 6–2, 6–3, 2–6, 7–6(8–6) |
| 2001 | Odprto prvenstvo Francije (3) | Àlex Corretja       | 6–7(3–7), 7–5, 6–2, 6–0 |